# Walt Disney Animation Studios
Walt Disney Animation Studios (förkortning: WDAS), mellan 1986 och 2007 Walt Disney Feature Animation, är en amerikansk animationsstudio och en avdelning inom Walt Disney Pictures. 
Fram till 1980-talet så var det den enda animationsstudion inom moderbolaget The Walt Disney Company (vars namn innan 1986 var Walt Disney Productions) och har skapat merparten av Disneys animerade lång- och kortfilmer. 
På 1980-talet bildades Walt Disney Television Animation som producerat tecknade TV-serier och filmer direkt för videomarknaden. Under 2006 förvärvade moderbolaget Pixar Animation Studios som från 1995 producerat datoranimerade långfilmer som samfinansierats och distribuerats genom Disneykoncernen.

## Företagshistorik

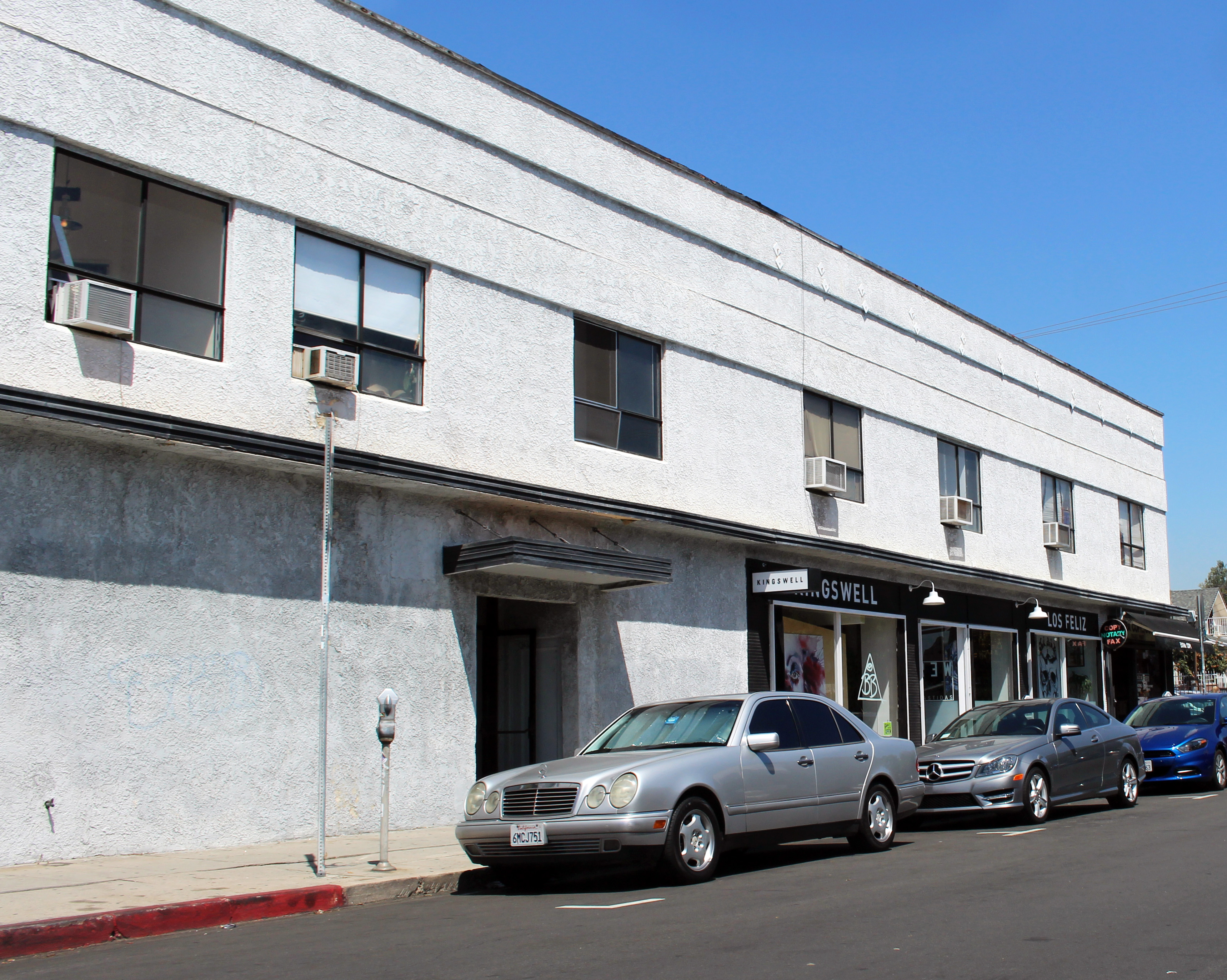
Byggnaden på 4406 Kingswell Avenue i Los Angeles-stadsdelen Los Feliz där Walt Disney hade sin tecknarstudio från 1923 till 1926.

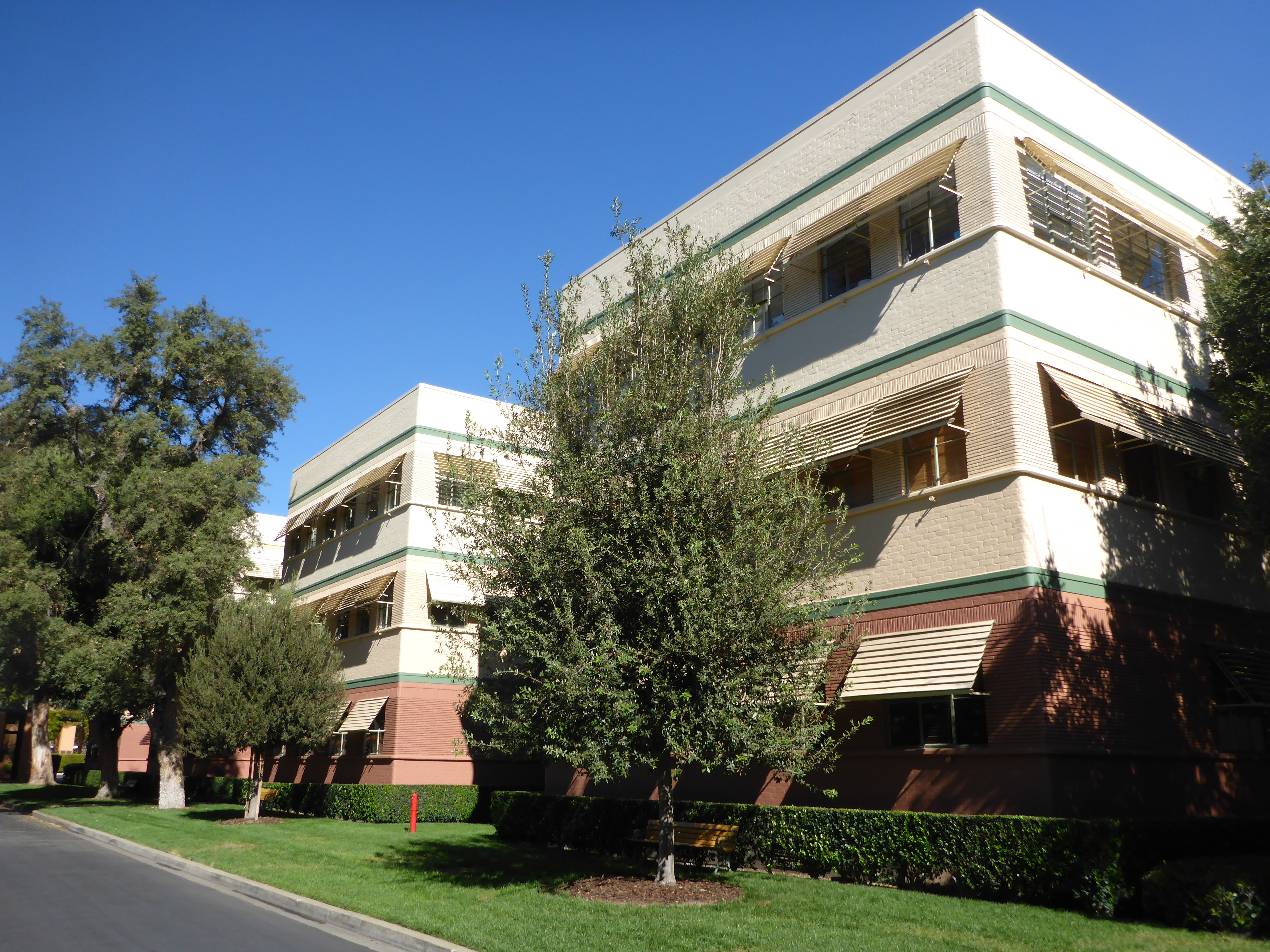
Den ursprungliga animationsbyggnaden på Walt Disney Studios i Burbank som användes för det från 1940 till 1985, då animationsavdelningen flyttade till industrilokaler i Glendale.

Studion har sin upprinnelse i Walt Disneys produktion av tecknade stumfilmer under 1920-talet, därefter kortfilmer i ljud med Musse Pigg och dennes vänner. Studion blev etablerad för långfilm i och med Snövit och de sju dvärgarna från 1937. Fram till omstrukturering av Disneybolaget vid mitten av 1980-talet var studion dock en integrerad del av Walt Disney Productions. 1940 flyttade animationsavdelningen till den nybyggda Walt Disney Studios i Burbank.
1983 etablerades Walt Disney Pictures som ett dotterbolag inom koncernen för produktion av såväl animation som spelfilm. Året därefter etablerades Touchstone Pictures som ett separat firmanamn för filmer (främst spelfilmer) från Walt Disney Pictures som riktade sig till en publik utanför den traditionella barn- och familjepubliken som förknippades med Disneys namn; Vem satte dit Roger Rabbit (1988) och The Nightmare Before Christmas (1993) är två animerade filmer som släppts under Touchstones namn. 
1986 fick animationsstudion för långfilm namnet Walt Disney Feature Animation, för att differentiera den från animationsavdelningen för tv-produktioner, Walt Disney Television Animation. Studions första film efter nyordningen av Disneys animationsverksamhet blev Mästerdetektiven Basil Mus. Studions huvudavdelning ligger sedan starten i Walt Disney Studios i Burbank, Kalifornien. 1989 etablerades även en avdelning i Florida, som sedan 2003 dock är nedlagd och idag är en del av Walt Disney World. Även på Disneyland Resort Paris fanns under åren 1995-2002 en avdelning.
2007 byttes namnet till Walt Disney Animation Studios. WDAS fick därefter en egen logotyp som innehåller ett klipp från Musse Pigg som Ångbåtskalle, för att tydligt särskilja deras filmer från de animerade långfilmer som görs av Pixar Animation Studios, som båda släpps som Disney-filmer.